# May Wilson
May Wilson (Baltimore, 1905 - 19 de octubre de 1986) fue una  artista estadounidense que formó parte entre los años sesenta y noventa  de la vanguardia del mundo del arte en Nueva York. Fue pionera del Arte feminista y del Arte postal, y, sobre todo, es  conocida por su aportación al Arte encontrado y sus fotomontajes de "Retrato ridículo". 

## Trayectoria
Wilson nació en Baltimore, Maryland, en una familia desfavorecida. Su padre murió cuando ella era joven. Fue criada por su madre, católica irlandesa, que cosía trabajos por encargo en casa. Wilson dejó la escuela y sus estudios para convertirse en taquígrafa y secretaria y así ayudar a su familia. Cuando cumplió 20 años, se casó con un joven abogado, William S. Wilson, Jr., y dio a luz a su primer hijo. Continuó trabajando fuera de casa hasta el nacimiento de su segundo hijo, tras el cual se  dedicó a la maternidad y al hogar. En 1942, la pareja se mudó a Towson, Maryland, donde comenzó a tomar cursos por correspondencia en arte e historia del arte de varias escuelas, incluida la Universidad de Chicago. En 1948, después del matrimonio de su hija, la pareja se mudó a una  granja al norte de Towson, donde ella trabajó en su pintura y también dio clases  a los vecinos. Expuso sus pinturas, escenas de la vida cotidiana pintadas de una manera plana y decididamente primitiva en galerías y restaurantes locales. En 1952 y 1958, ganó premios por el trabajo presentado a exposiciones con jurado en el Museo de Arte de Baltimore.
En 1956, su hijo, el escritor Williams S. Wilson, le dio a Ray Johnson, el fundador del Arte postal de Nueva York, la dirección de su madre. Esto comenzó una amistad y colaboración artística entre Johnson y Wilson, que duraría el resto de su vida. Wilson se convirtió en una parte integral de este círculo de Arte postal y se inició en la vanguardia de Nueva York a través de cartas y pequeñas obras que intercambió con Robert Watts, George Brecht, Ad Reinhardt, Leonard Cohen, Arman y muchos otros.
Al divorciarse, se mudó a la ciudad de Nueva York en la primavera de 1966, a la edad de 61 años, estableciéndose primero en el Hotel Chelsea y luego en un estudio al lado, donde celebró legendarias veladas y se le conoció como la "Grandma Moses of the Underground". Cuando llegó Wilson, ya se estaba trabajando con el fotomontaje. Alentada por Johnson, que le había enviado sus revistas por correo, diseñaba patrones con imágenes de chicas pin-up y hombres musculosos hasta que se parecían a tapetes o copos de nieve, como ella los llamó. Ella decoró su habitación de hotel y luego su estudio en West 23rd Street con su creación.
En esta época, también comenzó su serie de "Retratos ridículos", para lo que viajaría en el metro a Times Square, donde hacía caras exageradas en fotomatones. Después cortaba y pegaba su cara de fotomatón en postales, junto con reproducciones antiguas, sesiones fotográficas de moda y de revistas de porno blando. Mucho antes de que artistas como Cindy Sherman y Yasumasa Morimura se embarcaran en proyectos similares, Ridiculous Portraits de Wilson puso al descubierto el omnipresente sexismo y la discriminación por edad que existe en las imágenes populares y artísticas de mujeres.
A la edad de 70 años, convirtió una fotografía de sí misma desnuda en un sello que pegó en sobres. Sus collages y autorretratos humorísticos fueron hechos como regalos para sus amigos y no fueron conocidos por el gran público hasta después de su muerte. También fue una innovadora en el ensamblaje artístico que incorpora objetos reales, como zapatos de tacón alto, sábanas, sartenes, tostadoras, botellas de licor, bandejas de hielo y muñecas envueltas. Sus esculturas se inspiraron en el surrealismo y dadaísmo, similares en espíritu a las acumulaciones contemporáneas de Yayoi Kusama. Wilson fue la protagonista de un documental experimental de 1969 de Amalie R.Rothschild, Woo Hoo? May Wilson. 
Murió de neumonía el domingo 19 de octubre de 1986, en la Village Nursing Home de Manhattan.
Después de su muerte, su trabajo ha aparecido en numerosas exposiciones y retrospectivas en el Museo de Arte de Baltimore, Maryland; en la Gracie Mansion Gallery, Nueva York; en el Museo Morris, Morristown, NJ; en el Pavel Zoubok Gallery, Nueva York y la Universidad de las Artes, Filadelfia .

## Exposiciones más importantes
- 2010 "Seductive Subversion: Women Pop Artists, 1958-1968", Universidad de las Artes
- 2008 "1968/2008: The Culture of Collage", Pavel Zoubok Gallery, Nueva York
- 2008 "Ridiculous Portrait: The Art of May Wilson", Morris Museum, Morristown, New Jersey
- 2008 "Woo Who? May Wilson", Pavel Zoubok Gallery, Nueva York
- 1995 [Retrospective], The Baltimore Museum of Art, Maryland
- 2001 "May Wilson: Ridiculous Portraits and Snowflakes", Gracie Mansion Gallery, Nueva York
- 2001 "Inside Out: Outside In-The Correspondence of Ray Johnson and May Wilson", Sonoma Museum of Visual Art, California
- 1991 "May Wilson: The New York Years", Gracie Mansion Gallery, Nueva York
- 1973 "Sneakers", Kornblee Gallery, Nueva York
- 1973 "Small Works: Selections from the Richard Brown Baker Collection of Contemporary Art", RISD Museum, Providence, Rhode Island
- 1971 Corcoran Gallery of Art, Washington D. C.
- 1970 "Sculpture Annual 1970", Whitney Museum of American Art, Nueva York
- 1965 The Baltimore Museum of Art, Baltimore, Maryland
- 1962 The Johns Hopkins University, Baltimore, Maryland
- 1957 Bookshop Gallery, Baltimore, Maryland

## Colecciones públicas
- Museo Whitney de Arte Estadounidense (Nueva York)
- El Museo de Arte de Baltimore (Baltimore, Maryland)
- Museo Brooklyn (Brooklyn, Nueva York)